# 米爾格倫實驗

实验人员（E）（有時會是米爾格倫）命令“老師”（T）為“學生”（L）給予“電擊”，扮演“老師”的參與者被告知這樣做真的會使“學生”遭受痛苦的電擊，但實際上“學生”是實驗的一名助手所扮演的。受試者相信“學生”每次回答錯誤都真的會遭受電擊，但其實並沒有真的施刑。在與受試者隔離以後，助手會設置一套錄音機，而該錄音機則由“老師”的“電擊產生器”所操控，並會根據電擊程度而播出不同預製錄音。

米爾格倫實驗（英語：Milgram experiment），又稱權力服從研究（Obedience to Authority Study）是一個針對社会心理学非常知名的科學實驗。實驗的概念最先開始於1963年由耶魯大學心理學家斯坦利·米尔格拉姆在《變態心理學期刊》裡所發表的一文，稍後也在他於1974年出版的《服從權威：實驗觀點》裡所討論。這個實驗的目的，是為了測試受測者，在面對權威者下達違背良心的命令時，人性所能發揮的拒絕力量到底有多少。其理论基础是人类倾向于服从那些在他们之上有权威的人，即便在服从的过程中，他们不得不违反自己的道德准则和伦理行为。
實驗開始於1961年7月，也就是納粹黨徒阿道夫·艾希曼被抓回耶路撒冷審判並被判處死刑後的一年。米爾格倫設計了這個實驗，便是為了測試“艾希曼以及其他千百萬名參與了猶太人大屠殺的納粹追隨者，有沒有可能只是單純的服從了上級的命令呢？我們能稱呼他們為大屠殺的兇手嗎？”米爾格倫认为在某些情况下，人类的服从倾向（the human tendency to obey）是如此根深蒂固和强大，以至于它抹灭了一个人如何表现出道德、伦理甚至同情行为的能力。

## 實驗方法

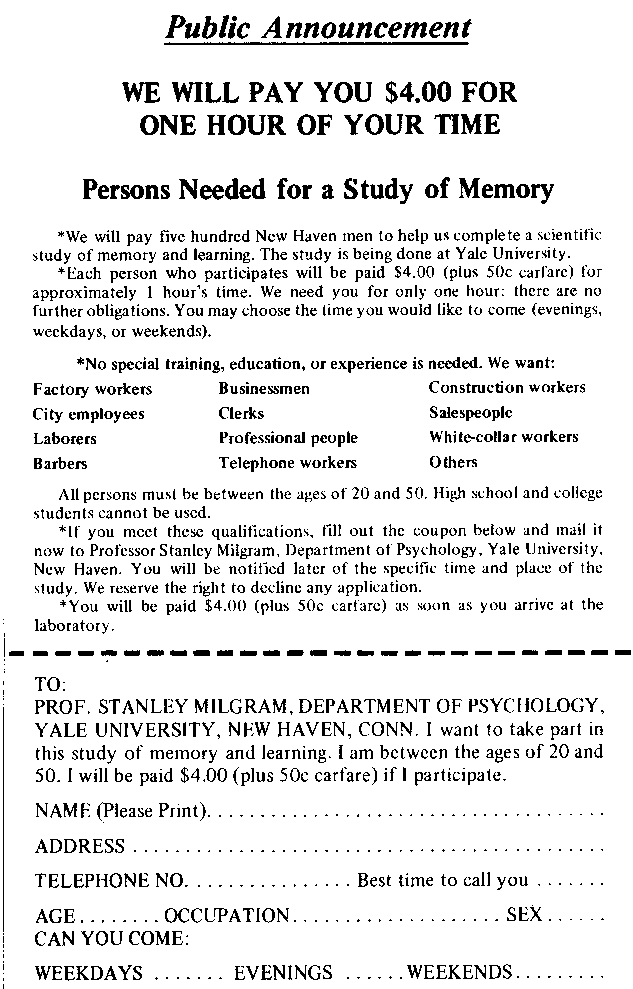
米爾格倫實驗廣告傳單

實驗小組在報紙紐黑文記事報上刊登廣告並寄出許多廣告信，招募參與者前來耶魯大學協助實驗。實驗地點選在大學的老舊校區中的一間地下室，地下室有兩個以牆壁隔開的房間。廣告上說明實驗將持續約一小時，報酬是4.50美元（大約為2006年的20美元）。參與者年齡從20歲至50歲不等，包含各種教育背景，從小學畢業至博士學位都有。
实验的真正目的无法向参与者透露，因为这会完全改变他们的行为。因此，实验人员给每个参与者都编了一个故事。實驗小組告訴參與者，這是一項關於“體罰對於學習行為的效用”的實驗，並告訴參與者他將扮演“老師”的角色，以教導隔壁房間的另一位參與者——“學生”，然而學生事實上是由實驗人員所假冒的。
参与者从一只帽子里抽出几张纸来决定谁是老师，谁是学生。抽签被操纵了，所以真正的参与者总是成为老师，帮凶（the accomplice）总是学生。“老師”和“學生”分處不同房間，他們不能看到對方，但能隔著牆壁以聲音互相溝通。在其中一個版本的實驗，“學生”明確告知參與者，他患有心臟疾病。報酬在實驗前就先發放，並表示就算受試者中途退出實驗也不需退還報酬。
“老師”被給予一具據稱從15伏特起跳的電擊控制器，控制器連結至一具發電機 （Shock generator），且上面标有30个拨动开关，电压等级从15伏开始，每隔15伏递增一次，最高可达450伏。研究人员可以命令一名参与者使用这台机器对另一名参与者施加电压逐级递增的电击。“老師”所取得的答案卷上列出了一些搭配好的單字，而“老師”的任務便是教導隔壁的“學生”。老師會逐一朗讀這些單字配對給學生聽，朗讀完畢後老師會開始考試，每個單字配對會唸出四個單字選項讓學生作答，學生會按下按鈕以指出正確答案。如果學生答對了，老師會繼續測驗其他單字。如果學生答錯了，老師會對學生施以電擊，每逢作答錯誤，電擊的伏特數也會隨之提升。
研究人员发现，权威人物与被试者的物理距离也会影响被试者的服从性。离实验者越近，服从性越高。有一次，实验者离开房间，通过电话向被试者下达命令。在这种情况下，服从率仅为21%。

參與者將相信，學生每次作答錯誤會真的遭到電擊，但事實上他們並沒有真的受電擊。在隔壁房間裡，由實驗人員所假冒的學生打開錄音機，錄音機會搭配著發電機的動作而播放預先錄製的尖叫聲，隨著電擊伏特數提升也會有更為驚人的尖叫聲。當伏特數提升到一定程度後，假冒的學生會開始敲打牆壁，而在敲打牆壁數次後則會開始抱怨他患有心臟疾病。接下來當伏特數繼續提升一定程度後，學生將會突然保持沉默，停止作答、並停止尖叫和其他反應。
| 电压       | “学生”的反应                 |
| ---------- | ---------------------------- |
| 75 V       | 嘟囔                         |
| 120 V      | 痛叫                         |
| 150 V      | 说，他想退出试验             |
| 200 V      | 大叫：“血管裡的血都冻住了。” |
| 300 V      | 拒绝回答问题                 |
| 超过 330 V | 静默                         |
到這時許多參與者都表現出希望暫停實驗以檢查學生的狀況。許多參與者在到達135伏特時暫停，並質疑這次實驗的目的。一些人在獲得了他們無須承擔任何責任的保證後繼續測驗。一些人則在聽到學生尖叫聲時有點緊張地笑了出來。
若是參與者表示想要停止實驗時，實驗人員會依以下順序這樣子回覆他：
1. 請繼續。
2. 這個實驗需要你繼續進行，請繼續。
3. 你繼續進行是必要的。
4. 你沒有選擇，你必須繼續。

如果經過四次回覆的慫恿後，參與者仍然希望停止，那實驗便會停止。否則，實驗將繼續進行，直到參與者施加的懲罰電壓提升至最大的450伏特並持續三次後，實驗才會停止。
| 被施加的电压程度 | 伏特数（volt） | 拒绝以这种电压等级继续进行的人数 |
| ---------------- | -------------- | -------------------------------- |
| 轻微电击         | 15             | 0                                |
|                  | 30             | 0                                |
|                  | 45             | 0                                |
|                  | 60             | 0                                |
| 中等电击         | 75             | 0                                |
|                  | 90             | 0                                |
|                  | 105            | 0                                |
|                  | 120            | 0                                |
| 强烈电击         | 135            | 0                                |
|                  | 150            | 0                                |
|                  | 165            | 0                                |
|                  | 180            | 0                                |
| 非常强烈的电击   | 195            | 0                                |
|                  | 210            | 0                                |
|                  | 225            | 0                                |
|                  | 240            | 0                                |
| 激烈的电击       | 255            | 0                                |
|                  | 270            | 0                                |
|                  | 285            | 0                                |
|                  | 300            | 5                                |
| 极其激烈的电击   | 315            | 4                                |
|                  | 330            | 2                                |
|                  | 345            | 1                                |
|                  | 360            | 1                                |
| 危险：严重的电击 | 375            | 1                                |
|                  | 390            | 0                                |
|                  | 405            | 0                                |
|                  | 420            | 0                                |
| XXX              | 435            | 0                                |
|                  | 450            | 26                               |

## 結果
米爾格倫為整個實驗過程和其結果錄製了紀錄片《服從》。他接著與Harry From製作了5部一系列受到這次實驗影響的社會心理學影片。
在進行實驗之前，米爾格倫曾對他的心理學家同事們預測了實驗結果，他們全都認為只有少數幾個人——10分之1甚至是只有1%——會狠下心來繼續懲罰直到最大伏特數。
結果在米爾格倫的第一次實驗中，62.5%（40人中超過27人）的參與者都達到了最大的450伏特懲罰——儘管他們都表現出不太舒服；每個人都在伏特數到達某種程度時暫停並質疑這項實驗，一些人甚至說他們想退回實驗的報酬。14个人违抗命令，在达到最高电压之前中断了实验。服从程度最高的时候（93% 的人施加了最高电压）是在学生在另一个房间，看不见或听不见的情况下。然而，当学生与老师在同一房间，而老师需要强迫学生把手放在电击板上时，服从率降至 30%。沒有參與者在到達300伏特之前堅持停止。後來米爾格倫自己以及許多全世界的心理學家也做了類似或有所差異的實驗，但都得到了類似的結果。為了證實這項實驗，也有許多更改了架構的實驗產生。
馬里蘭大學巴爾的摩縣分校的Thomas Blass博士（也是米爾格倫的傳記——《電醒全世界的人》的作者）在重複進行了多次實驗後得出了整合分析的結果，他發現無論實驗的時間和地點，每次實驗都有一定比率的參與者願意施加致命的伏特數，約在61%至66%之間。
對於實驗結束時的情況所知不多，依據菲利普·津巴多的回想，當時那些沒有達到最高伏特數的參與者卻也都沒有堅持這項實驗本身應該結束，也沒有至隔壁房間探視“學生”，離開時也都沒有詢問實驗人員的同意。
米爾格倫在他的文章“服從的危險” （1974年）裡寫道：
在法律和哲學上有關服從的觀點是意義非常重大的，但他們很少談及人們在遇到實際情況時會採取怎樣的行動。我在耶魯大學設計了這個實驗，便是為了測試一個普通的市民，只因一位輔助實驗的科學家所下達的命令，而會願意在另一個人身上加諸多少的痛苦。當主導實驗的權威者命令參與者傷害另一個人，更加上參與者所聽到的痛苦尖叫聲，即使參與者受到如此強烈的道德不安，多數情況下權威者仍然得以繼續命令他。實驗顯示了成年人對於權力者有多麼大的服從意願，去做出幾乎任何尺度的行為，而我們必須儘快研究和解釋這種現象。
另外，米爾格倫還做了個性測驗。測驗顯示，服從實驗者命令、不斷增強對「學習者」施加電擊的被試，個性有更多如下特徵：世俗主義、重視社會壓力及個人行爲的社會價值；毫不懷疑地接受權威的命令，並對違反社會習俗和社會價值的人不屑一顧；多數不敢流露出真實的感受，思想個性竝不明顯；喜歡跟着權威行事，害怕偏離社會準則。

## 對實驗的倫理和意义质疑
實驗本身受到了關於在科學實驗上的倫理質疑，因為這項實驗對參與者施加了極度強烈的情感壓力（雖然這種壓力可以說是由他們本身自由操作所造成的），儘管這項實驗帶來了對人類心理學研究的寶貴發現，許多現在的科學家會將這類實驗視為是違反實驗倫理的。
米爾格倫則辯護道，之後的調查發現當時的參與者中有84%稱他們感覺“高興”或“非常高興”參與了這項實驗，15%參與者選擇中立態度（有92%的參與者做了事後的調查），之中許多人事後還向米爾格倫表達謝意。而且米爾格倫還不斷接到這些前參與者想要再次協助他進行實驗，甚至想加入他的研究團隊。
六年後（也就是越戰規模最大的時期），其中一個前參與者與米爾格倫聯繫，表示為何他會感覺“高興”參與了這項實驗：
“在1964年參與實驗時，雖然我相信自己是在傷害某個人，但我完全不曉得我為甚麼要這樣做。當人們根據他們自己所信仰的事物並順從地服從權力者行動時，很少人會意識到這點...請允許我這樣認為，我被權力機關徵召入伍，而這將會讓我做出一些連我自己都會害怕的壞事...如果我拒絕服兵役的良心申請（Conscientious Objector）不被權力機關所批准，我已經準備因此而去坐牢，這對我的良心而言是唯一的選擇。我唯一的希望，是我那些同樣被徵召的夥伴們也能如此發揮他們的良心...”
不過，實驗的經驗並不是對每個參與者都有終身的改變。許多參與者都沒有依據現代的實驗標準被告知細節，離去時的面談也顯示許多參與者看起來仍沒有理解到這項實驗的真實情況。
實驗所引起最主要的評論不在於實驗方法的倫理爭議，而在於實驗所代表的意義。一位在1961年的耶魯大學參與者在猶太當今雜誌上寫道，當他在擔任“老師”的中途想要停止時，便懷疑到“整個實驗可能只是設計好，為了測試尋常美國民眾會不會遵從命令違背道德良心—如同德國人在納粹時期一樣”，而這便是實驗的初衷之一。米爾格倫在他《服從的危險》一書中便稱：“我們所面臨的問題便是，我們在實驗室裡所製造的使人服從權力的環境，與我們所痛責的納粹時代之間有怎麼樣的關聯。”
關於研究和實驗的理論，〈研究人類行為，需要多少監管？〉一文討論到「社會科學實驗是否真的於人無害」，提到「1960 年代心理學界著名的『米爾格倫實驗』，耶魯大學心理學家米爾格倫以『學習實驗』為名，受驗者在研究員指示下，誤以為會放出強大電流使另一『演員』遭電擊。」而2017年1月，美國修訂了豁免了監督涉及「良性行為干預」的研究亦值得討論。

## 解释
近年来，对米爾格倫实验应该如何解释有了进一步的研究，提出了不同的解释。

## 實驗複製和變體

### 变体
斯坦利·米尔格拉姆在其《在服从权威：实验观点》書中，描述了他的实验的 19 种变体，其中一些以前没有被报道过。這些变体包括：
- 四组“角色转换”实验， 判別服从行为的最主要因素，是说了什么，还是谁在说。结果為，受试者服从的决定性因素是权威而不是电击命令本身。
- 两个“双权威”实验， 判別如果权威自己陷入了冲突，会发生什么事情。结果為，权威的命令互相矛盾时，受试者停止了服从行为。
- 四组“距离”实验，判別受害者在受试者面前越来越明顯時，服从的现象会不会消失。结果為，受试者与受害者距离的越近反抗的比率也越高。

### 複製
2010年法國紀錄片節目「死亡遊戲」重做這個實驗。召募了80名自願者，其中只有16人在遊戲中途退出。其中一名沒有退出的參賽者，事後受訪時說，即使她知道爺爺是猶太人，曾經受到納粹迫害，她還是聽從虐待命令。

### 波蘭版的「米爾格倫實驗」
根據〈重做「米爾格倫實驗」：人們總是服從權威〉記載，2015年左右，波蘭SWPS社会科学与人文大学的社會心理學家重覆再做了一次「米爾格倫實驗」，並將結果刊登在Social Psychological and Personality Science期刊上。「波蘭版本的『米爾格倫實驗』結果顯示，聽從命令、被慫恿下按下電擊按鈕的參與者數目與真正的『米爾格倫實驗』一樣多，90% 參與者願意按下最高伏特的按鈕。值得留意，如果參與者得悉被電擊的是女性，他們會更不願意按下電擊。」是次波蘭版實驗的意義在於「科學家強調，『米爾格倫實驗』在此之前從未在中歐做過，中歐的歷史背景使『對權威服從』之議題和實驗結果更有意義。」

### 「米爾格倫實驗」與大腦的關係
根據〈盲從「權威」，是大腦的錯？〉引述，「社會神經科學科學家Emilie A Caspar，以 1960 年代心理學家米爾格倫（Stanley Milgram）發表的「米爾格倫實驗」 為藍本，要求參與者在是次實驗中，互相電擊對方。他們二人為一組，輪流負責施刑及受刑的角色，Caspar 則僅從旁觀察，並不干預過程。每位施刑者共有 60 次機會，自由選擇是否向對方施以小懲，換取小額金錢獎勵......Caspar 其後從腦電圖（EEG）掃描發現，若給予自由選擇，施刑者的事件相關電位（Event-related Potential，ERP）會有較大波動。一旦 Caspar 下達指令，波動則顯得較少。研究指出，這是由於大腦處理受刑者反應的能力下降，顯示大多數參與者的責任感均告減退。」研究人員 Caspar 的結論是：「我測試了超過 450 名參與者，目前為止只有 3 人拒絕遵守命令。」

### 影片
- Obedience, Black-and-white film of the experiment, shot by Milgram. Distributed by 宾夕法尼亚州立大学 Media Sales
- The Milgram Reenactment （页面存档备份，存于）, 2002. Color, Exact re-enactment of one condition of the obedience experiment. Created by conceptual UK artist Rod Dickinson.
- 主題之夜《電椅大風吹》 （页面存档备份，存于）－－公視節目，探討人性的紀錄片。